# Грос Лаш
Грос Лаш (њем. Groß Laasch) општина је у њемачкој савезној држави Мекленбург-Западна Померанија. Једно је од 89 општинских средишта округа Лудвигслуст. Према процјени из 2010. у општини је живјело 1.024 становника. Посједује регионалну шифру (AGS) 13054042.

## Географски и демографски подаци
Грос Лаш се налази у савезној држави Мекленбург-Западна Померанија у округу Лудвигслуст. Општина се налази на надморској висини од 37 метара. Површина општине износи 27,2 km². У самом мјесту је, према процјени из 2010. године, живјело 1.024 становника. Просјечна густина становништва износи 38 становника/km².

## Међународна сарадња
| Мјесто    | Држава | Врста сарадње | Од    |
| --------- | ------ | ------------- | ----- |
| Хеменлина | Финска | партнерство   | 2000. |
| Камскоје  | Русија | партнерство   | 1994. |
| Извор     |        |               |       |